# Марко Девич
Ма́рко Де́вич (серб. Марко Девић, нар. 27 жовтня 1983, Белград, СФРЮ) — колишній український футболіст сербського походження. Атакувальний півзахисник та нападник, ексгравець збірної України. 6-разовий бронзовий та срібний призер чемпіонату України у складі «Металіста» (Харків). Найкращий бомбардир чемпіонату України 2007/08.

## Біографія

### Початок кар'єри
Народився у Белграді. Батько Марка — колишній футболіст, тому син рано зацікавився спортом. У футбольну секцію хлопця прийняли у віці 10-12 років. Першою командою стала белградська «Звездара», дебют в основі якої відбувся у чемпіонаті 2001/02 першої ліги Югославії. Команда вийшла до вищої ліги, але після вбивства президента «Звездари» Бранислава Трояновича, фінансовий стан у клубі погіршився.
Наступними клубами у кар'єрі стали столичні «Железник», «Раднички» і «Вождовац», проте особливих бомбардирських успіхів там не досягнув (не більше 1-го забитого гола за сезон).

### Волинь
Взимку протягом сезону 2004/05 правий півзахисник прийняв умови вищолігової луцької «Волині», яку тренував Віталій Кварцяний і перебрався до України. У ті роки Девич не забивав багато, бо грав на правому фланзі півзахисту і не так часто підключався до наступальних дій. Після першості України 2005/06 «Волинь» опинилася у «зоні вильоту» і мала покинути вищу лігу. Марко Девич не бажав грати у першій лізі, тому міг би повернутися до Сербії, але з'явилася пропозиція від харківського «Металіста».

### Металіст
У 2006 році Марко Девич переїхав до Харкова.

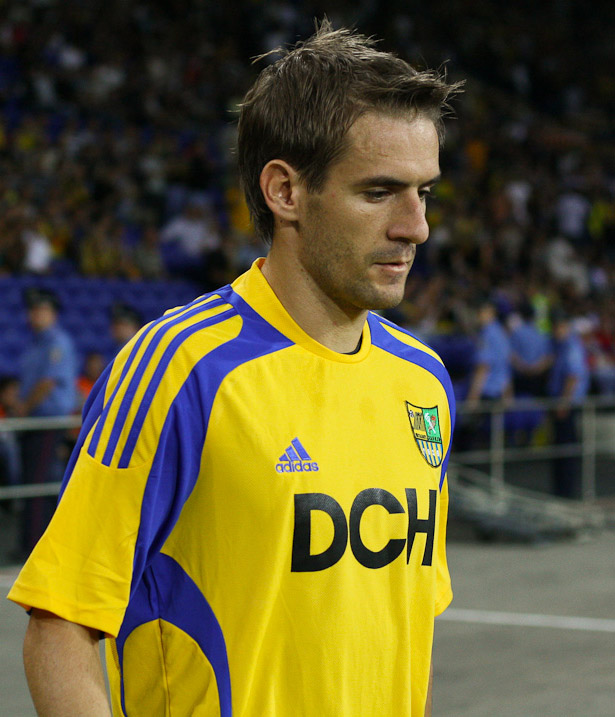
Девіч у складі «Металіста»

Протягом тижневих оглядин Девич добре себе показав, забивши єдиний гол у товариській грі з «Іллічівцем», яку «Металіст» виграв 1:0. Мирон Маркевич взяв футболіста до своєї команди. 
У чемпіонаті 2006/07 він був постійним гравцем основи, забив 4 голи у 27 іграх і долучився до величезного успіху харківського клубу — «бронзи» чемпіонату і виходу до Кубка УЄФА. 
У першості 2007/08 Маркевич поставив Девича на позицію атакувального півзахисника (або форварда другого плану) і ігрові таланти серба проявилися ще яскравіше — забивши 19 голів, Марко став кращим бомбардиром чемпіонату України 2007/08. 
На початку 2008 року через відсутність зацікавленості до гравця з боку збірної Сербії, балканський футболіст висловив бажання виступати за збірну України.. 25 червня 2008 року гравець отримав громадянство України.
11 лютого 2011 року подовжив свій контракт із «Металістом», що завершувався 2011 року, до 30 червня 2015 року.
А тим часом гравці харківського клубу продовжували просуватися у єврокубках. У 1/8 фіналу Ліги Європи була дуже запекла гра проти Олімпіакоса. Спочатку Девич не забив «паненкою» з пенальті, але потім забив гол з гри, що став вирішальним.

### Шахтар
25 травня 2012 року уклав угоду з чемпіоном України, донецьким «Шахтарем», на термін 4 роки. Там він провів кілька вдалих і невдалих ігор. Розкритися у Донецьку йому не вдалося. І він покидає клуб достроково.

### Повернення в Металіст
28 лютого 2013 року, після дев'яти місяців у «Шахтарі», повертається у свій попередній клуб, харківський «Металіст». Але клуб став вже іншим. Змінився президент і куплених раніше гравців було важко утримувати. Один за одним всі покидали харків'ян. У тому числі й Девич, якому «Металіст» заборгував велику суму грошей. Але згодом, перебуваючи вже в іншому клубі, Марко пробачив борги. А сам залишився у серцях уболівальників як найкращий бомбардир в історії клубу і його легенда.

### Рубін
Переїзд у російський вищоліговий Рубін з Казані став одним з ключових моментів у кар'єрі футболіста, що пішла поступово на спад. Він не зміг стати ключовим гравцем команди, тому почергово виникали варіанти з орендою в катарські, азербайджанські та ліхтенштейнські клуби, що значно поступались за класом попереднім. Це також привело до втрати місця у збірній України.
Прихід у клуб
2014 року перейшов до російського «Рубіну». Перший матч у Чемпіонаті Росії зіграв проти «Волги». Але не зміг закріпитися в основі.
Оренда в «Аль-Райян»
2015 року відправився в оренду до катарського клубу «Аль-Райян», де він відзначився дуже хорошими результатами. Зіграв 18 матчів і забив 11 голів.
Після оренди
Після оренди Девич закріпився у складі клубу. Згодом почав багато забивати. Але 1 січня 2017 офіційно покинув «Рубін».

### Ростов
17 січня 2017 року було оголошено про перехід до «Ростова». Контракт сторони підписали на півтора року.

### «Вадуц»
7 серпня 2017 року Девіч став гравцем клубу «Вадуц» з Ліхтенштейну, який виступає в другому дивізіоні Швейцарії. Контракт був розрахований на один сезон. Дебютний гол за команду забив у ворота «Раперсвіля» зробивши рахунок 2:1 на користь «Вадуца» (матч завершився з рахунком 2:2). За один сезон у складі команди став володарем Кубка Ліхтенштейну.

### «Сабах»
5 серпня 2018 року Девіч став гравцем азербайджанського «Сабаха». Виступи за нову команду почав дуже активно, забивши 2 м'ячі у 2 стартових іграх.

### «Вождовац»
У серпні 2019 року перейшов до футбольного клубу «Вождовац», на правах вільного агента, покинувши раніше азербайджанський «Сабах».
24 квітня 2020 року оголосив про завершення кар'єри футболіста.

### Збірна України
На рахунку Марко Девича 35 матчі та 7 голів у складі національної команди України. Натуралізований серб захищав кольори української збірної на Євро-2012, але після переходу з харківського «Металіста» до російського клубу «Рубін» та низки оренд, викликався до національної команди лише одного разу — у травні 2014 року на товариський матч з Нігером.

## Цікавинки
Серед футбольних кумирів Марко: Предраг Міятович, Роналду, Кака та Філіппо Індзагі.[джерело?]

## Статистика виступів

### Клубні виступи
Станом на 13 березня 2016 року
| Клуб              | Сезон             | Чемпіонат | Чемпіонат | Кубок \| КК | Кубок \| КК | Єврокубки \| КЧПЗ | Єврокубки \| КЧПЗ | Інші  | Інші | Всього | Всього |
| Клуб              | Сезон             | Матчі     | Голи      | Матчі       | Голи        | Матчі             | Голи              | Матчі | Голи | Матчі  | Голи   |
| ----------------- | ----------------- | --------- | --------- | ----------- | ----------- | ----------------- | ----------------- | ----- | ---- | ------ | ------ |
| Звездара          | 2001-02           | 14        | 2         | 0           | 0           | 0                 | 0                 | 0     | 0    | 14     | 2      |
| Звездара          | Разом             | 14        | 2         | 0           | 0           | 0                 | 0                 | 0     | 0    | 14     | 2      |
| Железник          | 2002-03           | 19        | 1         | 1           | 2           | 0                 | 0                 | 0     | 0    | 20     | 3      |
| Железник          | Разом             | 19        | 1         | 1           | 2           | 0                 | 0                 | 0     | 0    | 20     | 3      |
| Раднички          | 2003-04           | 16        | 1         | 0           | 0           | 0                 | 0                 | 0     | 0    | 16     | 1      |
| Раднички          | Разом             | 16        | 1         | 0           | 0           | 0                 | 0                 | 0     | 0    | 16     | 1      |
| Вождоваць         | 2004-05           | 14        | 4         | 0           | 0           | 0                 | 0                 | 0     | 0    | 14     | 4      |
| Вождоваць         | Разом             | 14        | 4         | 0           | 0           | 0                 | 0                 | 0     | 0    | 14     | 4      |
| Волинь            | 2004-05           | 14        | 0         | 0           | 0           | 0                 | 0                 | 0     | 0    | 14     | 0      |
| Волинь            | 2005-06           | 18        | 2         | 1           | 0           | 0                 | 0                 | 0     | 0    | 19     | 2      |
| Волинь            | Разом             | 32        | 2         | 1           | 0           | 0                 | 0                 | 0     | 0    | 33     | 2      |
| Металіст          | 2006-07           | 27        | 4         | 5           | 0           | 0                 | 0                 | 0     | 0    | 32     | 4      |
| Металіст          | 2007-08           | 27        | 19        | 1           | 1           | 2                 | 0                 | 0     | 0    | 30     | 20     |
| Металіст          | 2008-09           | 24        | 8         | 3           | 2           | 9                 | 1                 | 0     | 0    | 36     | 11     |
| Металіст          | 2009-10           | 20        | 8         | 1           | 0           | 4                 | 0                 | 0     | 0    | 25     | 8      |
| Металіст          | 2010-11           | 24        | 14        | 0           | 0           | 6                 | 2                 | 0     | 0    | 30     | 16     |
| Металіст          | 2011-12           | 26        | 11        | 0           | 0           | 13                | 5                 | 0     | 0    | 39     | 16     |
| Металіст          | Всього            | 148       | 64        | 10          | 3           | 34                | 8                 | 0     | 0    | 192    | 75     |
| Шахтар            | 2012-13           | 12        | 4         | 1           | 0           | 2                 | 0                 | 1     | 0    | 16     | 4      |
| Шахтар            | Разом             | 12        | 4         | 1           | 0           | 2                 | 0                 | 1     | 0    | 16     | 4      |
| Металіст          | 2012-13           | 10        | 5         | 0           | 0           | 0                 | 0                 | 0     | 0    | 10     | 5      |
| Металіст          | 2013-14           | 17        | 15        | 2           | 1           | 2                 | 2                 | 0     | 0    | 21     | 18     |
| Металіст          | Разом             | 27        | 20        | 2           | 1           | 2                 | 2                 | 0     | 0    | 31     | 23     |
| Рубін (Казань)    | 2013-14           | 10        | 3         | 0           | 0           | 0                 | 0                 | 0     | 0    | 10     | 3      |
| Рубін (Казань)    |                   |           |           |             |             |                   |                   |       |      |        |        |
| Рубін (Казань)    | Всього            | 10        | 6         | 0           | 0           | 6                 | 2                 | 0     | 0    | 16     | 8      |
| Ар-Райян          | 2014-15           | 7         | 6         | 4           | 1           | 7                 | 4                 | 0     | 0    | 18     | 11     |
| Усього за кар'єру | Усього за кар'єру | 307       | 111       | 18          | 7           | 51                | 16                | 1     | 0    | 363    | 136    |

### Національна збірна
| Україна | 2008   | 1  | 0 |
| Україна | 2009   | 1  | 0 |
| Україна | 2010   | 5  | 0 |
| Україна | 2011   | 10 | 2 |
| Україна | 2012   | 11 | 1 |
| Україна | 2013   | 5  | 4 |
| Україна | 2014   | 1  | 0 |
| Всього  | Всього | 34 | 7 |

### Голи за національну збірну
| #  | Дата       | Місце зустрічі         | Суперник   | Рахунок | Результат | Турнір               |
| -- | ---------- | ---------------------- | ---------- | ------- | --------- | -------------------- |
| 1. | 2011–02–09 | Нікосія, Кіпр          | Швеція     | 1–1     | Нічия     | Товариський          |
| 2. | 2011–11–15 | Львів, Україна         | Австрія    | 2–1     | Перемога  | Товариський          |
| 3. | 2013–09–06 | Львів, Україна         | Сан-Марино | 9–0     | Перемога  | Кваліфікація ЧС-2014 |
| 4. | 2013–10–15 | Серравалле, Сан-Марино | Сан-Марино | 8–0     | Перемога  | Кваліфікація ЧС-2014 |
| 5. | 2013–10–15 | Серравалле, Сан-Марино | Сан-Марино | 8–0     | Перемога  | Кваліфікація ЧС-2014 |
| 6. | 2013–10–15 | Серравалле, Сан-Марино | Сан-Марино | 8–0     | Перемога  | Кваліфікація ЧС-2014 |
| 7. | 2014–03–05 | Нікосія, Кіпр          | США        | 2–0     | Перемога  | Товариський          |

### Незарахований гол на ЧЄ-2012
М'яч у сітці воріт збірної Англії після удару Девича на 62-й хвилині матчу Чемпіонату Європи 2012 19 червня 2012 на стадіоні «Донбас Арена» в Донецьку, «непомічений» асистентом арбітра на лінії воріт Іштваном Вадом та арбітром матчу Віктором Кашшаї — сколихнув футбольний світ та спортивну пресу. Світові часописи назвали цю подію «вкраденим голом», «крадіжкою донецького голу», «шахрайством» та «скандалом ЧЄ-2012». Він виявився останнім прецедентом, який підштовхнув IFAB і FIFA до рішення впровадити Автоматичну систему визначення голу.

## Досягнення
- Володар Суперкубка України: 2012
- Срібний призер чемпіонатів України: 2012–13
- Бронзовий призер чемпіонатів України (6): 2007—2012
- Найкращий бомбардир чемпіонату України: 2008
- Автор першого хет-трику в історії збірної України (15 жовтня 2013 р., Серравалле, Сан-Марино-Україна 0:8).
- Володар Кубка Ліхтенштейну: 2017-18

## Сім'я
2 червня 2013 року Марко Девич одружився зі своєю подругою Міліцею у м. Белград (Сербія).